# Statens kunstnerlønn
Statens kunstnerlønn var en norsk kunststøtteordning som blev oprettet i 1863 og som varede i hundrede år. Ordningen blev også kaldt diktergasje eller dikterlønn (digtergage eller -løn), men det var ikke kun digtere som fik den. De som blev tildelt Statens kunstnerlønn, fik den for livstid. Da ordningen blev afviklet, fik de, der allerede havde fået bevilget Statens kunstnerlønn, lov til at beholde ordningen. 
Der var ofte ballade om tildelingerne af kunstnerløn, bedst kendt er den såkaldte Kiellandsag 1885-1887 om kunstnerløn til Alexander Kielland og kampen om kunstnerløn til Arnulf Øverland i 1938.
Ordningen blev afløst af Statens æreslønn i 1963. Også æreslønn tildeles af Kulturdepartementet og Stortinget gennem  Statsbudsjettet (finansloven). Fra 1983 uddeles også Statens æresstipend. Pr. 2006 udgør både æresstipendium og æresløn 200.000 kr., og ordningerne varer livet ud (i modsætning til ordningen med statsstipendiater, som ophører ved 67 år). Æresløn er skattefri, mens æresstipendium indtægtsbeskattes. 
Efterhånden har disse ordninger i stigende grad fået præg af hædrende udmerkelse, og har mistet sin betydning som finansiering af kunstnerisk virksomhed. Fra 1960'erne blev ordningen i stigende grad suppleret med åremålsbaserede kunstnerstipendier gennem Norsk kulturråd og kunstnerorganisationerne. 

## Nogle kunstnere som har fåetStatens kunstnerlønn,æreslønnogæresstipend

### Kunstnerlønn
| Navn                   | fra                              |
| ---------------------- | -------------------------------- |
| Bjørnstjerne Bjørnson  | 1863                             |
| Henrik Ibsen           | 1866                             |
| Edvard Grieg           | 1874                             |
| Kristofer Janson       | 1876                             |
| Theodor Kittelsen      | 1911                             |
| Jens Tvedt             | 1912                             |
| Harriet Backer         | 1921                             |
| Olav Duun              | 1923                             |
| Johan Falkberget       | 1930                             |
| Herman Wildenvey       | 1932                             |
| Fartein Valen          | 1935                             |
| Ingeborg Refling Hagen | 1936                             |
| Sparre Olsen           | 1936                             |
| Arnulf Øverland        | 1938                             |
| Kristoffer Uppdal      | 1939                             |
| Cally Monrad           | 1939 til 1945                    |
| Frøydis Haavardsholm   | 1940                             |
| Cora Sandel            | 1941                             |
| Geirr Tveitt           | 1941 til 1945, derefter fra 1958 |
| Gunnar Reiss-Andersen  | 1945                             |
| Alf Rolfsen            | 1945                             |
| Eivind Groven          | 1945                             |
| Inge Krokann           | 1945                             |
| Gunnar Reiss-Andersen  | 1946                             |
| Halfdan Cleve          | 1946                             |
| Tarjei Vesaas          | 1947                             |
| Klaus Egge             | 1949                             |
| Gunnar T. Janson       | 1949                             |
| Bjarne Brustad         | 1951                             |
| Aksel Sandemose        | 1952                             |
| Hugo Lous Mohr         | 1952                             |
| Mikkjel Fønhus         | 1952                             |
| Johan Bojer            | 1953                             |
| Harald Sæverud         | 1953                             |
| Arnstein Arneberg      | 1954                             |
| Magnhild Haalke        | 1954                             |
| Dagfin Werenskiold     | 1954                             |
| Aslaug Vaa             | 1955                             |
| Lars Tvinde            | 1955                             |
| Arild Sandvold         | 1956                             |
| Per Hurum              | 1957                             |
| Ridley Borchgrevink    | 1958                             |
| Emil Boyson            | 1958                             |
| Johan Borgen           | 1958                             |
| Geirr Tveitt           | 1958                             |
| Arne Ekeland           | 1958                             |
| Anne Grimdalen         | 1959                             |
| Jean Heiberg           | 1959                             |
| Edvard Drabløs         | 1959                             |
| Alf Larsen             | 1960                             |
| Olav Kielland          | 1960                             |
| Emil C.J. Lie          | 1961                             |
| Nils Johan Rud         | 1961                             |
| Hans Henrik Holm       | 1961                             |
| Hannah Ryggen          | 1962                             |
| Bjarne J. Buntz        | 1962                             |

### Æreslønn
| Navn       | Fra  |
| ---------- | ---- |
| Per Aabel  | 1973 |
| Fritz Røed | 1977 |

### Æresstipend
| Navn                 | Fra  |
| -------------------- | ---- |
| Synnøve Anker Aurdal | 1983 |
| Stein Mehren         | 1983 |
| Nils Aas             | 1983 |
| Arnold Eidslott      | 1986 |

### Uden årstal
- Jorunn Kirkenær
- Jostein Sverd Lunghjem
- Carl E. Paulsen
- Sverre Sollie
- Halvor Floden
- Wenche Foss, æresløn
- Antonio Bibalo, æresstipendium

## Eksternt link
- SSB: Statens kunstnerstipendier i tall 1927–1992